# 达伦·坎贝尔
达伦·坎贝尔（英語：Darren Campbell，1973年9月12日—），英国男子足球、田径运动员。他曾代表英国参加1996年、2000年和2004年夏季奥林匹克运动会田径比赛，获得一枚金牌和一枚银牌。